# L'Oriana
L'Oriana è una miniserie televisiva italiana in due puntate che è stata trasmessa il 16 e il 17 febbraio 2015 su Rai 1 e che narra alcuni aspetti della vita della giornalista e scrittrice Oriana Fallaci, interpretata da Vittoria Puccini. La regia è di Marco Turco. La miniserie è stata realizzata anche in una versione cinematografica dalla durata di 106 minuti, proiettata in sale selezionate il 3 e 4 febbraio 2015.

## Trama
La miniserie ha inizio con la visione di un'Oriana Fallaci che combattiva come sempre, rientra nelle campagne fiorentine per sistemare tutti i documenti della sua storia nel giornalismo mondiale. La donna, aiutata da una studentessa universitaria di nome Lisa, ripercorre la sua vita sin da quando, da ragazza, compiva la staffetta partigiana contro i nazisti in aiuto del padre. Da lì il ricordo va alle prime interviste come quella a Gina Lollobrigida o Federico Fellini sino a quelle agli astronauti americani impegnati a giungere sulla Luna. Una delle fasi più importanti è quella della Guerra del Vietnam, dove conosce il suo primo amore: il giornalista francese François Pelou con cui per diverso tempo ha avuto una relazione.
Nel 1968 Oriana rimane ferita e viene creduta morta durante le rivolte studentesche di Città del Messico, ma verrà salvata da un prete. Nel 1972 conosce il rivoluzionario greco Alexandros Panagulis e con lui instaura la relazione che più la segna per la vita. Lui sarà l'uomo che ama e da cui starà quasi per aver un figlio (che però perderà a causa di un aborto) ma lui sarà anche l'uomo che più la farà infuriare per il suo comportamento indisciplinato. L'omicidio del suo uomo porterà Oriana a cadere in una depressione che lei affronterà intervistando i più potenti del mondo come per esempio l'imam Khomeini, dinanzi cui si leverà il chador. Nel 2001 è a New York quando assiste all'Attentato delle Torri Gemelle e comincia una campagna contro l'estremismo islamico. Muore a Firenze dopo 11 anni di dura lotta contro il cancro.

## Accoglienza

### Critica
La critica si è soffermata in maniera negativa soprattutto sulla produzione e sulla sceneggiatura; in particolare è stata sottolineata la poca attenzione riservata alle battaglie portate avanti dalla Fallaci nel corso della sua vita, su tutte la lotta al fondamentalismo islamico. Inoltre il personaggio della fiction appare, a detta della critica, non evocare il coraggio, l'imprudenza e l'ambizione della Fallaci. La sceneggiatura non approfondisce i temi politici e l'impatto nella cultura dell'autrice, ma si concentra in maniera massiccia soltanto sui temi legati all'amore tormentato con Panagulis, a quello con il giornalista Pelou e alla mancata maternità della Fallaci.